# Araklı

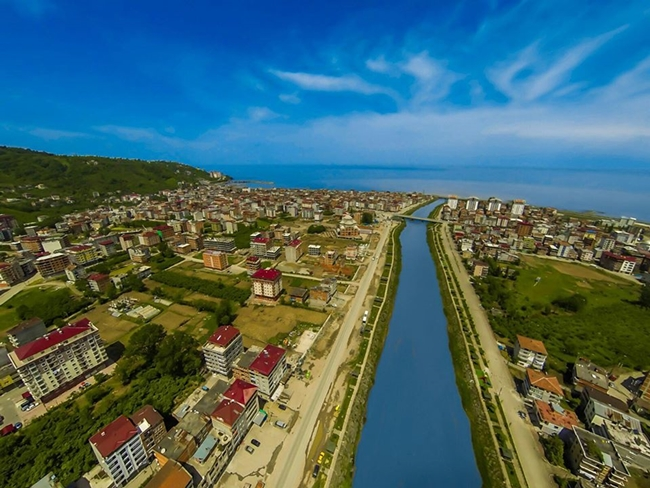
A view of Araklı from the Karadere Valley

Araklı là một huyện thuộc tỉnh Trabzon, Thổ Nhĩ Kỳ. Huyện có diện tích 372 km² và dân số thời điểm năm 2007 là 50285 người, mật độ 135 người/km².